# Litli-Árskógssandur
Litli-Árskógssandur (lub Árskógssandur) – miejscowość w północnej Islandii, na zachodnim wybrzeżu fiordu Eyjafjörður, zwanym Árskógsströnd. Wchodzi w skład gminy Dalvíkurbyggð, w regionie Norðurland eystra. Położona około 9 km na wschód od Dalvík, siedziby gminy oraz około 30 km na północ od Akureyri, głównego miasta regionu. Około 3 km na wschód znajduje się miejscowość Hauganes. W 2018 roku zamieszkiwało ją 102 osoby.
Miejscowość położona jest w pobliżu drogi 82 łączącej Dalvík z drogą krajową nr 1 w okolicach Akureyri. Z Litli-Árskógssandur można dopłynąć promem na wyspę Hrísey, położoną 4 km na północ od miejscowości na środku fiordu Eyjafjörður.
W Litli-Árskógssandur działa browar, produkujący piwo Kaldi. Z miejscowości organizowane są wycieczki na obserwację wielorybów. 